# Патаки, Ференц Владиславович
Ференц Владиславович Патаки (1 декабря 1892, Херкулешфюрдё, Австро-Венгрия — 4 ноября 1944, Шопронкёхида, Венгрия) — советский сотрудник органов государственной безопасности, организатор кинопроизводства.

## Биография
Родился в семье рабочего-ремесленника. Учился 4 года в 4-классной начальной школе, которую окончил в 1903 году. Учился 4 года в городской школе, окончил 4 класса в 1907 году. В июле 1907 года поступил в Учительский институт города Темешвара, который окончил в июне 1911 года. Учился 2 года в Горном институте, который окончил экстерном. Учился 2 года в Университете народного хозяйства. С июня 1911 по март 1912 года на подённых работах в адвокатской конторе, архитектурной мастерской в городе Темешваре. С марта 1913 по октябрь 1913 года на подённой работе в частных и общественных организациях в городе Будапеште.
С октября 1913 по март 1915 года служил в армии: вольноопределяющийся (октябрь 1913—1914), младший офицер 8-го Гонведского полка гарнизона крепости Перемышль (1914—март 1915). С марта 1915 по март 1918 года был в российском плену в Симбирске и Красноярске. В апреле 1918 года вступил в большевистскую партию.
С марта по июль 1918 года председатель Объединенного Исполкома иностранных рабочих при Енисейском губисполкоме, редактор венгерской газеты, комиссар интернациональных бригад в Красноярске. В июле 1918 года был арестован белыми, до декабря 1919 года сидел в тюрьме в с. Монастырском Туруханского края, в Енисейске и Красноярске. Военно-полевым судом Чехословацкого корпуса был приговорён к расстрелу, но чудом избежал казни.
С декабря 1919 по февраль 1920 года — на подпольной работе, в партизанских отрядах в Черемхове Иркутской губернии, начальник штаба Рабочей боевой дружины, с февраля по июнь 1920 года председатель Черемховского ревкома; с июня по сентябрь 1920 года председатель комиссии по обеспечению охраны предприятий и сооружений Иркутской губернской ЧК; с августа по сентябрь 1920 года уполномоченный СОО Иркутской губернской ЧК; с сентября 1920 по сентябрь 1921 года уполномоченный для особых поручений СО ВЧК; с сентября по декабрь 1921 года начальник 18-го отделения (ОББ) ОО ВЧК; с декабря 1921 по февраль 1922 года командующий войсками ВЧК; с февраля по июль 1922 года начальник управления войск ГПУ РСФСР; с июля по декабрь 1922 года начальник 7-го отделения КРО ГПУ РСФСР; с декабря 1922 по май 1923 года помощник начальника КРО ГПУ РСФСР.
С июня 1923 по февраль 1924 года заместитель председателя комгосора ЦСНХ Туркестанской АССР, с февраля по август 1924 года заместитель председателя комгосора Высшего совета народного хозяйства РСФСР.
С сентября 1924 по июнь 1927 года председатель ревизионной комиссии ВСНХ Тамбовского суконного треста, Пензенского суконного треста, Ульяновского суконного треста. С июня по декабрь 1927 года начальник группы мобилизационно-планового управления ВСНХ СССР. С июня 1927 по август 1929 года заместитель ректора Коммунистического университета трудящихся Востока им. Сталина. С августа 1929 по июль 1930 года заведующий бюро по рационализации партийного аппарата ЦК ВКП(б). С июля 1930 по август 1931 года учился во Всесоюзной академии снабжения им. Сталина.
С августа 1931 по 1933 год управляющий Московским областным трестом Союзкино; с 1933 по 1934 год управляющий Всесоюзной конторой по прокату фильмов «Союзэкран». С 1934 по август 1936 года заместитель директора «Межрабпомфильма».
С ноября 1936 по октябрь 1937 года заместитель ректора Коммунистического университета трудящихся Востока им. Сталина. С октября 1937 по июль 1938 года заместитель директора Любочанского завода химических пластмасс, заведующий отделом ст. Столбовая Московской области.
В июле 1938 года исключён из ВКП(б) «за дачу положительной характеристики врагу народа». С июля 1938 по июнь 1943 года беспартийный. С июля 1938 по февраль 1939 года болел, не работал. Затем некоторое время занимался профобучением молодых рабочих, работал заместителем директора треста «Даггаз» в Дагестане. В 1941 году подал апелляцию с просьбой пересмотреть его личное дело. Войну встретил, работая в планово-экономическом отделе Всесоюзной сельскохозяйственной выставки.
Стал настойчиво просить высшие инстанции отправить его в тыл противника, учитывая чекистский опыт и знание языков. Писал письма Сталину, Берии, Шапошникову и в результате добился своего. В ночь на 19 августа 1943 года разведывательно-диверсионная группа «Закарпатцы» под его руководством была заброшена в район Ужгорода и приступила к действиям на территории Закарпатской Украины и в Венгрии. К работе группы присоединялись коммунисты и другие антифашисты (около 190 человек). В октябре 1943 года Патаки отправился в Будапешт, чтобы попытаться наладить контакты с высшими кругами. Министр обороны, начальник Генштаба и даже премьер-министр Каллаи узнали из его телефонных звонков и писем, что в венгерской столице находится официальный советский резидент, с которым они могут связаться, однако политическое и военное руководство не воспользовалось этой возможностью. 
В ходе облав на группу было захвачено и убито около 600 человек. В марте 1944 года Ференц Патаки и группа его помощников арестованы венгерской контрразведкой в Будапеште. Был судим, 30 августа приговорён к смертной казни в Ужгороде и 4 ноября 1944 года казнён режимом партии «Скрещённые стрелы» в тюрьме города Шопрон на венгерско-австрийской границе. Указом Президиума Верховного Совета СССР от 23 июня 1983 года посмертно награждён орденом Красного Знамени.
Именем Ференца Патаки названа улица в городе Черемхово Иркутской области.